# بيليدون (نيو برونزويك)
بيليدون (بالإنجليزية: Belledune, New Brunswick)‏ هي بلدة تقع في كندا في نيو برونزويك. يقدر عدد سكانها بـ 1,548 نسمة ومساحتها 189.33 كم2 .